# Część czynna niebezpieczna
Część czynna niebezpieczna (ang. hazardous live part) – część czynna, która w pewnych określonych warunkach może spowodować porażenie prądem elektrycznym.